# Гасенки
Гасенки́ —  село в Україні, у Комишнянській селищній громаді Миргородського району Полтавської області. Населення становить 480 осіб. До 2020 року орган місцевого самоврядування — Клюшниківська сільська рада.

## Географія
Село Гасенки знаходиться на відстані 1,5 км від села Клюшниківка і села Дібрівка. По селу протікає пересихаючий струмок з загатою. Поруч проходить залізниця, станція Дібровський Кінний Завод.

## Економіка
- Молочно-товарна і птахо-товарна ферми.

## Об'єкти соціальної сфери
- Клуб.